# Yves Pignot
Yves Pignot (Parigi, 31 marzo 1946) è un attore, insegnante e regista teatrale francese.

## Biografia
Dopo aver studiato al Conservatoire national supérieur d'art dramatique ha lavorato in molti teatri parigini, per poi approdare al cinema. Ha guidato la scuola d'Arte Drammatica della Città di Parigi fino al 2002.
Sposato con l'attrice Julie Ravix, è padre della cantante Rachel Pignot e dell'attrice Rosalie Symon.

## Filmografia
- Guardato a vista (Garde à vue), regia di Claude Miller (1981)
- Joss il professionista (Le Professionnel), regia di Georges Lautner (1981)
- L'asso degli assi (L'As des as), regia di Gérard Oury (1982)
- Bernie, regia di Albert Dupontel (1996)
- Il fiore del male (La Fleur du mal), regia di Claude Chabrol (2003)
- Il tulipano d'oro (Fanfan la Tulipe), regia di Gérard Krawczyk (2003)
- Enfermés dehors, regia di Albert Dupontel (2006)
- The Horde (La Horde), regia di Yannick Dahan e Benjamin Rocher (2009)
- Dr. Knock (Knock), regia di Lorraine Lévy (2017)
- Sposami, stupido! (Épouse-moi mon pote), regia di Tarek Boudali (2017)